# Президентские выборы в Кот-д’Ивуаре (2010)
Президентские выборы в Кот-д'Ивуаре прошли 31 октября (первый тур) и 28 ноября 2010 года (второй тур). Данные выборы стали первыми в стране с 2000 года; их проведение было первоначально запланировано на 2005 год, но несколько раз откладывалось из-за гражданской войны и трудностями в организации процесса голосования. Безопасность на выборах обеспечивали миротворцы ООН (9,5 тысяч человек) и французские солдаты. Наблюдатели от Европейского союза признали выборы соответствующими демократическим нормам, однако негативно отозвались о медленной процедуре подсчёта голосов.
Во второй тур прошли действующий президент Лоран Гбагбо, пользующийся поддержкой на юге страны, и лидер оппозиции — бывший премьер-министр Алассан Уаттара, пользующийся поддержкой населения северной части страны. 2 декабря 2010 года Независимая избирательная комиссия (НИК) объявила предварительные результаты, согласно которым Алассан Уаттара победил во втором туре, набрав 54 % голосов избирателей. Однако президент конституционного совета (КС) немедленно объявил данные результаты недействительными, а на следующий день конституционный совет объявил победителем Лорана Гбагбо. И Гбагбо, и Уаттара объявили себя победителями и принесли президентскую присягу. Последующие события привели к политическому кризису в стране.
Международное сообщество, включая Организацию Объединённых Наций, Африканский союз, Экономическое сообщество стран Западной Африки (ЭКОВАС), Европейский союз, США и Францию, выразило свою поддержку Уаттаре и призвало Гбагбо оставить должность. 18 декабря Гбабго приказал миротворческим войскам ООН покинуть страну. Однако ООН отказалась выполнять это требование, а Совет безопасности ООН продлил мандат миссии в Кот-д’Ивуаре до 30 июня 2011 года. Всемирный банк прекратил кредитование страны, кроме того на Гбагбо и его сторонников наложили ограничения по передвижению.

## Кандидаты
В выборах приняло участие 14 кандидатов:
- Лоран Гбагбо — действующий президент страны.
- Алассан Уаттара — премьер-министр Кот-д’Ивуара в 1990—1993 годах, председатель оппозиционной партии Объединение республиканцев.
- Анри Конан Бедье — президент Кот-д’Ивуара в 1993—1999 годах, лидер Демократической партии Кот-д’Ивуара.
- Франсис Водье — председатель Ивуарийской партии трудящихся.
- Альбер Туакёсс Мабри
- Феликс Акото-Яо
- Кобена Анаки
- Адама Доло
- Ака Эно
- Конан Ньямьян
- Симон Конан
- Жаклин Обре
- Паскаль Тагуа
- Анри Тоу

20 мая 2007 года бывший президент Кот-д’Ивуара Анри Конан Бедье в интервью Agence France Presse сообщил, что в 2008 году он будет выдвигать свою кандидатуру на президентских выборах от своей партии (Демократическая партия Кот-д’Ивуара — Африканское демократическое объединение). Он сказал, что его партия с нетерпением ждёт выборов и что у оппозиции не будет единого кандидата в первом туре выборов. 22 сентября 2007 года Бедье организовал митинг в Дабу, на котором он заявил о необходимости «шоковой терапии», чтобы вернуть страну в нормальное состояние, пообещал восстановить экономику и сильно критиковал Гбагбо.
Алассан Уаттара, который был премьер-министром страны в 1990—1993 годах, был выдвинут кандидатом в президенты на съезде партии Объединение республиканцев, который прошёл 1-3 февраля 2008 года. На съезде он предложил Новым силам, он которых он ранее отошёл, выступить вместе с Объединением республиканцев на выборах.
Премьер-министр страны Гийом Соро согласно мирному соглашению не мог выдвигать свою кандидатуру. В марте 2008 года в интервью Jeune Afrique он назвал себя «арбитром избирательного процесса» и сообщил, что Новые силы не поддержат никого из кандидатов и их члены могут голосовать за кого они пожелают. Также Соро опроверг слухи о секретном соглашении между Соро и Гбагбо, согласно которому Соро поддержит Гбагбо, а в ответ Гбагбо поддержит Соро на следующих выборах.
26 апреля 2008 года Республиканский союз за демократию, являющийся членом Национального конгресса за сопротивление и демократию, объявил о своей поддержке кандидатуры Гбагбо.
30 августа 2008 года Гбагбо был выдвинут в кандидаты от правящей партии Ивуарийский народный фронт на съезде партии, прошедшем в Ямусукро, на котором присутствовало более 3 тысяч делегатов. На съезде рассматривалась только его кандидатура, при этом он сам лично не присутствовал на съезде. По словам президента Ивуарийского народного фронта Паскаля Аффи Н’Гессана, Гбагбо намеревался дождаться октября, чтобы официально заявить о своём участии в выборах. 6 сентября 2009 года в поддержку Гбагбо выступила также Ассамблея за мир, равенство и прогресс.

## Результаты выборов
Окончательные результаты первого тура были объявлены с опозданием. Сообщалось, что во второй тур вышли Лоран Гбагбо и Алассан Уаттара, в то время как Анри Конан Бедье стал третьим с результатом около 25 % голосов, хотя первоначально он лидировал с результатом около 42 %. По более поздним сообщениям, Гбагбо и Уаттара набрали около 38 % и 33 % соответственно.
Центризбирком страны не смог подсчитать итоги второго тура выборов к крайнему сроку — 2 декабря 2010 года. Позднее в тот же день, однако, Центризбирком объявил, что Алассан Уаттара стал победителем выборов. После объявления результатов выборов в стране начались беспорядки, были закрыты границы, а вещание иностранных спутниковых телеканалов было прекращено. 4 декабря 2010 года Конституционный совет Кот-д’Ивуара отменил результаты голосования и объявил действующего президента Лорана Гбагбо победителем второго тура выборов.
| Наиболее рейтинговые кандидаты (>1 % голосов) | Наиболее рейтинговые кандидаты (>1 % голосов) | Наиболее рейтинговые кандидаты (>1 % голосов) | Наиболее рейтинговые кандидаты (>1 % голосов) | Наиболее рейтинговые кандидаты (>1 % голосов) |
| Кандидат                                      | Первый тур                                    | Первый тур                                    | Второй тур                                    | Второй тур                                    |
| Кандидат                                      | Голосов                                       | Место                                         | Голосов                                       | Место                                         |
| --------------------------------------------- | --------------------------------------------- | --------------------------------------------- | --------------------------------------------- | --------------------------------------------- |
| Лоран Гбагбо                                  | 1 756 504 (38,04 %)                           | 1                                             | неизвестно                                    | 2?                                            |
| Алассан Уаттара                               | 1 481 091 (32,07 %)                           | 2                                             | неизвестно                                    | 1?                                            |
| Анри Конан Бедье                              | 1 165 532 (25,24 %)                           | 3                                             |                                               |                                               |
| Альбер Тукёсс Мабри                           | 118 671 (2,27 %)                              | 4                                             |                                               |                                               |